# سامانه زهکشی (ژئومورفولوژی)

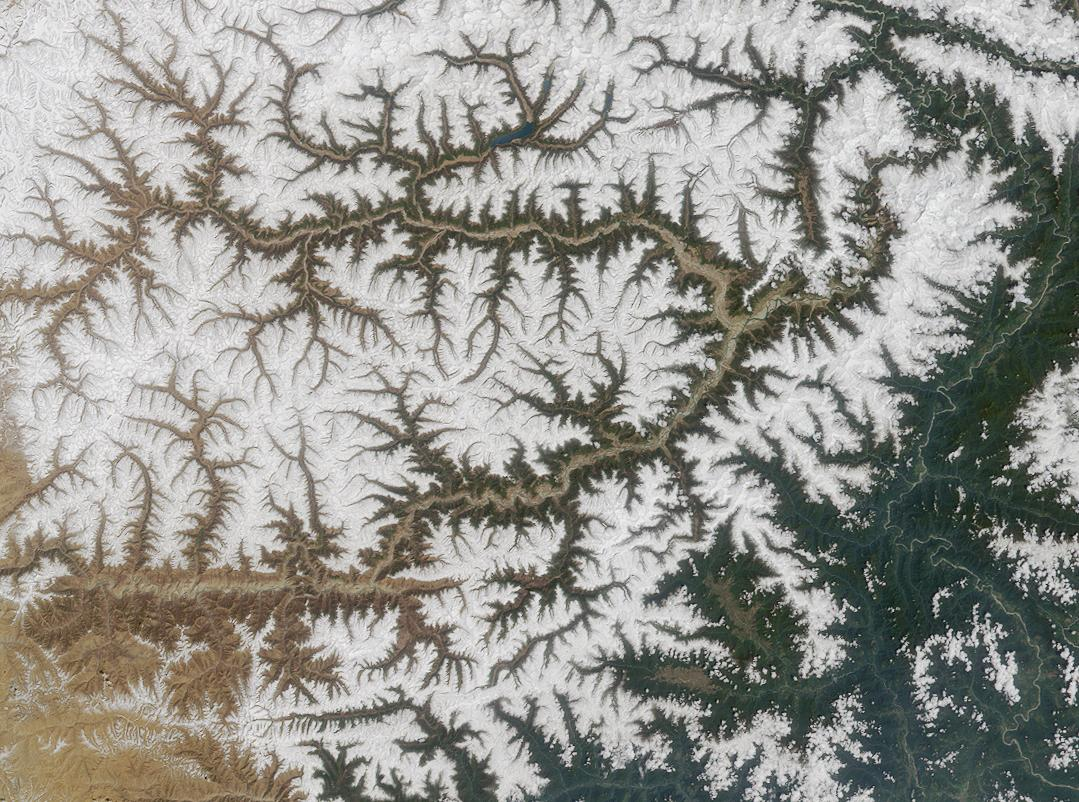
نمای زهکشی درختی: رود یارلونگ تسانگپو، در تبت از فضا: پوشش برف در درّه‌ها ذوب شده‌است.

سامانه زهکشی یا سیستم زهکشی در دانش ژئومورفولوژی به الگوی شکل گرفته توسط جریان‌های آب، رودخانه‌ها و دریاچه‌ها در یک حوضه آبریز گفته می‌شود. توپوگرافی منطقه و سست یا سخت بودن سنگ‌ها از عوامل تعیین‌کننده الگوی زهکشی به‌شمار می‌روند.

## الگوهای زهکشی
معمول‌ترین الگوی زهکشی، الگوی شاخه درختی و داربستی است.
نوع الگوی زهکشی ممکن است، شکل حوضه را نیز تعیین کند، به عنوان مثال شبکه زهکشی شاخه درختی، اغلب حوضه‌های قلب شکل یا پر شکل را تشکیل می‌دهد.

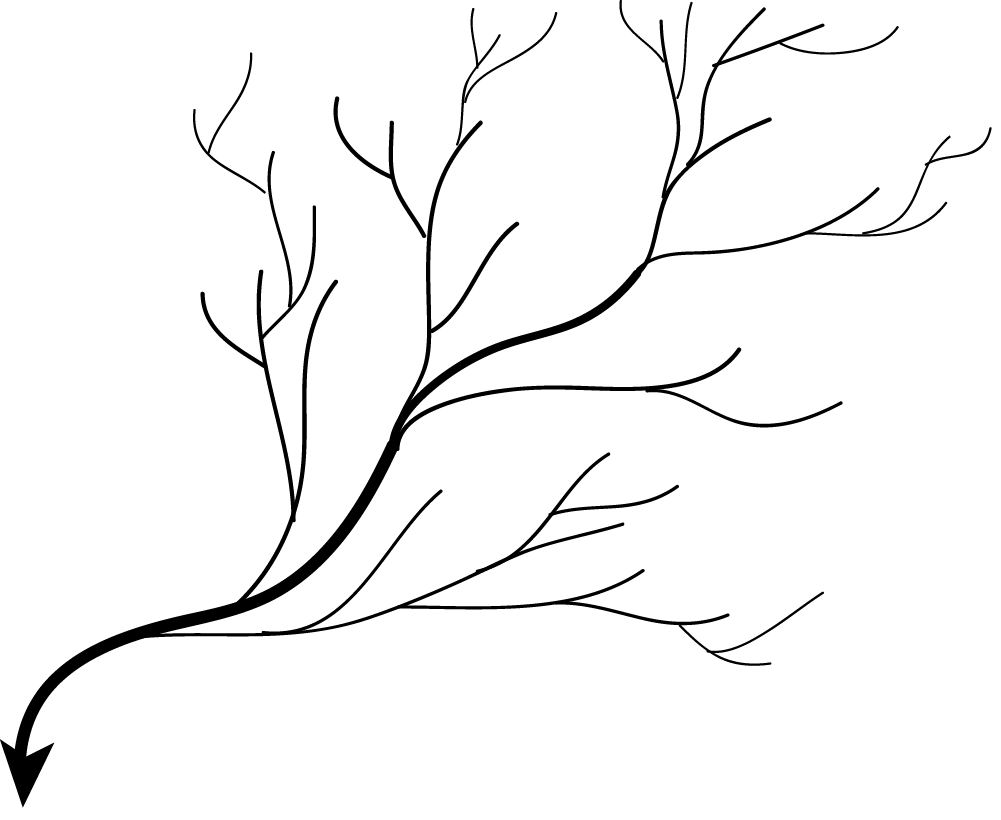
الگوی زهکشی درختی

### الگوی زهکشی درختی
نوعی زهکشی است که وقتی یک پی رود تعدادی رودهای فرعی دریافت می‌کند که به نوبه خود توسط شاخه‌های فرعی کوچکتر تغذیه می‌شوند.
در زمین‌های همگون، هموار یا با شیب ملایم، به‌ویژه در زمین‌هایی که واحدهای سنگی و رسوبی به‌طور افقی قرار گرفته‌اند، معمولاً شبکه زهکشی از نوع درختی شکل است.

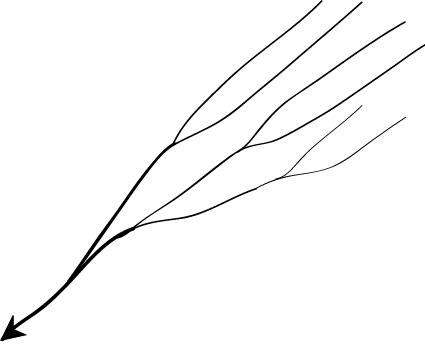
الگوی زهکشی موازی

### الگوی زهکشی موازی
زمانی که ساختار داخل زمین، یعنی طرز قرارگیری لایه‌ها و کج شدگی آنها دارای خصوصیات موازی است، الگوی جریان آبها نیز از این ویژگی ساختار زمین تبعیت می‌کند، بنابراین شبکه زهکشی تشکیل شده بر روی سطح زمین بیشتر از نوع زهکشی موازی خواهد بود. بر روی دامنه‌های پر شیب و اشکال طویل نیز می‌توان چنین الگویی مشاهده کرد.

### الگوی زهکشی داربستی
الگوی زهکشی داربستی اغلب بر روی سنگهای رسوبی چین خورده و بر روی لایه‌های کج شده تشکیل می‌گردد که چنین واحدهایی دارای فرورفتگی‌هایی عمیق یا سطوحی با ذره‌های موازی هستند. حوضه‌های زهکشی دارای ان الگو، معمولاً باریک و مستطیلی شکل هستند. در این نوع الگو، شاخابهای فرعی به صورت عمود و با زاویه ۹۰ درجه به آبراهه اصلی متصل می‌شوند.

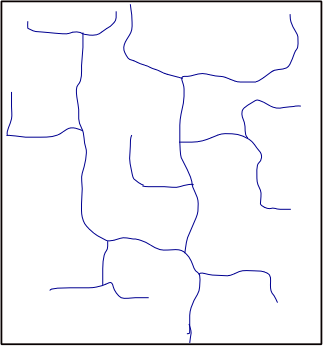
الگوی زهکشی مستطیلی

### الگوی زهکشی مستطیلی
منطقه ای که شامل تعداد زیادی از شکستگی‌های مستطیل شکل است، به تبعیت از این ویژگی، الگوی شبکه زهکشی آن نیز مستطیلی است. در این نوع الگو، آبراهه‌ها تحت زاویه ای ۹۰ درجه همدیگر را قطع می‌کنند. این الگو نیز تقریباً مشابه با الگوی داربستی است اما جهت‌گیری آبراهه‌ها در این نوع، متفاوت از نوع داربستی است.

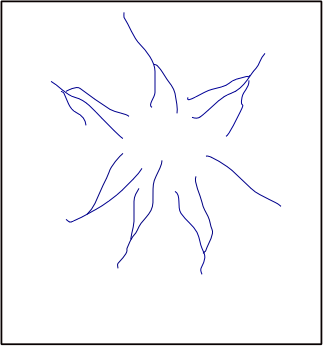
الگوی زهکشی شعاعی

### الگوی زهکشی شعاعی
آبهایی که از گنبدهای آتشفشانی منشأ می‌گیرند و به صورت واگرا به اطراف جاری گردند، الگوی زهکشی شعاعی را تشکیل می‌دهند. معمولاً گنبدهای آتشفشانی یا توده‌های برجسته متشکل از مواد فرسایش پذیر، می‌توانند منجر به تشکیل چنین الگویی گردند.